# Oxytate
Oxytate is een geslacht van spinnen uit de  familie van de Thomisidae (krabspinnen).

## Soorten
- Oxytate argenteooculata (Simon, 1886)
- Oxytate attenuata (Thorell, 1895)
- Oxytate bhutanica Ono, 2001
- Oxytate capitulata Tang & Li, 2009
- Oxytate chlorion (Simon, 1906)
- Oxytate clavulata Tang, Yin & Peng, 2008
- Oxytate concolor (Caporiacco, 1947)
- Oxytate elongata (Tikader, 1980)
- Oxytate forcipata Zhang & Yin, 1998
- Oxytate greenae (Tikader, 1980)
- Oxytate guangxiensis He & Hu, 1999
- Oxytate hoshizuna Ono, 1978
- Oxytate isolata (Hogg, 1914)
- Oxytate jannonei (Caporiacco, 1940)
- Oxytate kanishkai (Gajbe, 2008)
- Oxytate leruthi (Lessert, 1943)
- Oxytate minuta Tang, Yin & Peng, 2005
- Oxytate parallela (Simon, 1880)
- Oxytate phaenopomatiformis (Strand, 1907)
- Oxytate ribes (Jézéquel, 1964)
- Oxytate sangangensis Tang et al., 1999
- Oxytate striatipes L. Koch, 1878
- Oxytate subvirens (Strand, 1907)
- Oxytate taprobane Benjamin, 2001
- Oxytate virens (Thorell, 1891)